# Josefin Arnell
Josefin Arnell (Ljusnedal, 1984) is een Zweedse videokunstenaar.
Arnell is een beeldend kunstenaar en filmmaker uit Zweden, gevestigd in Amsterdam. Ze studeerde aan het Sandberg Instituut (2012-2014) Ze had een residency bij Rijksacademie van beeldende kunsten (2015-2016). 
Arnells werk is onder meer tentoongesteld op het International Documentary Film Festival in Amsterdam, de Kunsthalle in Münster, WIELS in Brussel, het Contemporary Art Center in Vilnius (Litouwen), Unge Kunstneres Samfund (Young Artists' Society) in Oslo (2020: Wild Filly Story), Auto Italia in Londen en de Beursschouwburg in Brussel. Naast haar solowerk is ze ook onderdeel van kunstenaarsduo HellFun, dat ze met Max Göran in 2014 oprichtte.
In 2018 werd Arnell bekroond met de Theodora Niemeijer Prijs voor haar kunstwerk 'The Tick', wat vervolgens in het Van Abbemuseum is geëxposeerd. In 2023 werd Arnell genomineerd voor de Prix de Rome Beeldende Kunst. Het werk dat ze speciaal voor die prijs maakte is te zien in het Stedelijk Museum Amsterdam.

## Werk
In het werk van Arnell komen in de vorm van storytelling verschillende personages voor die zich proberen te manoeuvreren in een hedendaagse maatschappij met onmogelijke eisen. Het tienermeisje, de moeder en het paard zijn de personages die steeds terugkomen. Haar werk onderzoekt klasse- en machtsdynamiek. Arnell werkt vooral met video waar performance, installatie, objecten, poëzie en tekeningen in terug komen.

## Prijzen
2018: Theodora Niemeijer Prijs

2023: Genomineerd voor de Prix de Rome Beeldende Kunst